# Самоанский язык
Самоа́нский язы́к (самоназвание — gagana Sāmoa [ŋaˈŋana ˈsaːmoa]) — язык самоанцев, распространённый в Самоа и Американском Самоа, в которых, наряду с английским, является официальным языком. Относится к полинезийской группе малайско-полинезийской надветви австронезийской языковой семьи; наиболее близким самоанскому языком является тонганский. Различия между диалектами самоанского языка незначительны. Самоанский язык использует латинскую графику — 18 букв, из которых три (H, K, R) встречаются только в заимствованных словах. Формальная и неформальная самоанская речь имеет фонетические различия. Язык относится к изолирующим аналитическим языкам.
По разным оценкам, в мире насчитывается от 350 до 400 тысяч носителей самоанского языка, примерно половина которых проживает на Самоа. На втором месте по числу говорящих на самоанском языке находится Новая Зеландия (в частности, Окленд), имеющая крупную самоанскую диаспору (114 тысяч человек, из которых 81 тысяча знает самоанский). Этот язык является третьим по числу говорящих в Новой Зеландии после английского и маори — больше 2 % населения страны, по данным на 2013 год, знало его. По данным проведённой в 2016 году переписи, 44 875 говорящих по-самоански проживало в Австралии.
Неделя самоанского языка (самоан. Vaiaso o le Gagana Sāmoa) — ежегодное празднование в честь языка в Новой Зеландии при поддержке правительства и различных организаций, включая ЮНЕСКО. Впервые Неделя самоанского языка была проведена в Австралии в 2010 году.

## Письменность
В 1834 году для самоанского языка был разработан состоящий из 14 букв алфавит на основе латинской графики. Помимо букв, включённых в алфавит, в иностранных словах используются также буквы h (he), k (ka) и r (ro), передающие согласные звуки [h], [k] и [r], соответственно. Гортанная смычка передаётся знаком «‘». Орфография самоанского языка, однако, даже в настоящее время не имеет строгого стандарта — газеты и книги часто пропускают знаки долготы гласных (макрон) и гортанной смычки; обычно эти знаки используются для разъяснения, уточнения и чтобы отличить одно слово от другого.
| Буква | МФА       | Название |
| ----- | --------- | -------- |
| Aa    | [a], [a:] | a        |
| Ee    | [e], [ɛ:] | e        |
| Ii    | [i], [i:] | i        |
| Oo    | [o], [o:] | o        |
| Uu    | [u], [u:] | u        |
| Ff    | [f]       | fa       |
| Gg    | [ŋ]       | nga      |

| Буква | МФА      | Название |
| ----- | -------- | -------- |
| Ll    | [l]      | la       |
| Mm    | [m]      | mo       |
| Nn    | [n]      | nu       |
| Pp    | [p]      | pi       |
| Ss    | [s]      | sa       |
| Tt    | [t], [k] | ti       |
| Vv    | [v]      | vi       |

## История
Как и большинство полинезийских языков, самоанский являлся бесписьменным языком до прибытия на остров европейцев. Первые самоанские слова были записаны шотландским натуралистом Уильямом Андерсоном в 1777 году во время третьего путешествия Джеймса Кука. Ими были:
- Tama‘loa («мужчина-вождь»),
- Tamae‘ty («женщина-вождь»),
- Solle («обычный человек»).

Эти слова явно были самоанскими, поскольку имеют современные, хоть и немного изменившиеся, соответствия: tamāloa («мужчина»), tama‘ta‘i (вежливо «женщина»), sole («мальчик!» — используется, чтобы позвать).
Во время нахождения на Тонга английский публицист Уильям Маринер записал несколько самоанских песен по памяти. Перевести их не удалось по причине того, что Уильям не понимал самоанский язык и записывал песни по памяти, искажая произношение.
С прибытием на остров миссионеров и с необходимостью перевода Библии на самоанский язык появилась необходимость в создании самоанской письменности. Алфавит самоанского языка был создан в 1834 году. Первая книга на самоанском языке была издана миссионерской печатью в 1834 году и называлась E tala A, E, F. Она содержала 11 страниц уроков правописания и несколько текстов для чтения на самоанском языке. Самоанская орфография в книге отличается несколькими деталями от современной. В мае—июне 1836 года в ней произошли некоторые изменения: например, вместо буквы b начала использоваться буква p, а вместо ng и gn — g. Кроме того, начал использоваться макрон для обозначения долготы гласных и знак для обозначения гортанной смычки «‘».
Методистский миссионер Питер Тёрнер также занимался проблемой письменности самоанского языка. Он перевёл на самоанский язык несколько гимнов и часть катехизиса, а в 1836 году — часть Нового Завета. Его главная проблема заключалась в недостатке издательств для печати текстов на самоанском языке, однако уже в сентябре он сообщил о 20 000 напечатанных книгах. Известно, что орфография Тёрнера отличалась от орфографии Уильямса.
К середине XIX века религиозные тексты, такие как Библия, публиковались не только миссионерами, но и самими самоанцами.

## Классификация
Самоанский язык относится к полинезийской подгруппе малайско-полинезийской надветви австронезийской языковой семьи. Он является изолирующим аналитическим языком.
Традиционная классификация, основанная на лексике и грамматике, ставит самоанский язык в один ряд вместе с языком токелау, а также с восточными полинезийскими языками — рапануйским, маори, гавайским и таитянским; они составляют так называемую «ядерно-полинезийскую» ветвь.

## Лингвогеография и современное положение

### Ареал

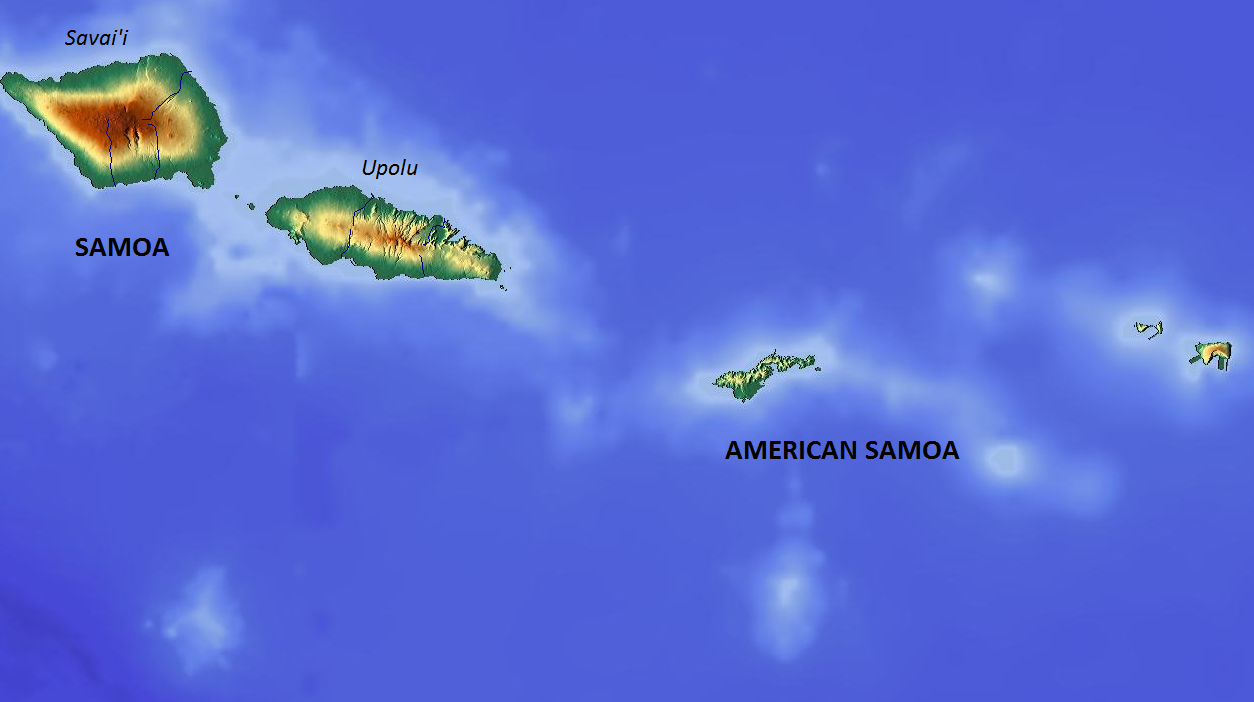
Самоанский язык является официальным на Самоа и Американском Самоа

Согласно Ethnologue, в 1999 году насчитывалось 413 257 носителей самоанского языка, 50 % из которых проживало на Самоанских островах. По данным БРЭ, говорящих по-самоански чуть меньше — 370 388. Кроме Самоанских островов, наибольшая доля самоанского населения приходится на Новую Зеландию, где самоанцы составляют самую большую часть населения после европейцев, маори и китайцев: по данным переписи 2013 года, в Новой Зеландии было 86 403 носителя самоанского языка и 144 138 человека самоанской национальности. Язык является третьим по распространённости в Новой Зеландии после английского и языка маори и её наиболее распространённым неофициальным языком, поскольку на нём говорит 2,2 % жителей страны.
Большинство носителей самоанского языка в Новой Зеландии (59,4 %) проживают в торговой столице страны — Окленде.
По данным австралийской переписи населения 2016 года, в Австралии проживало 44 875 человек, говорящих дома на самоанском языке, и 75 755 человек самоанского происхождения.
По оценке 2017 года, в США жило 112 736 самоанцев, что в два раза больше, чем население Американского Самоа, и в полтора раза меньше, чем население Самоа.

### Социолингвистические сведения
Язык является официальным на Самоа и Американском Самоа. Кроме самоанского, на островах является официальным английский язык, также распространённый среди самоанцев. Оба языка используются в образовательной системе. Согласно официальной политике этих государств, все школьные дисциплины должны преподаваться на английском, поэтому студенты в большей степени изучают его в процессе образования; из-за этого дети часто лучше разговаривают по-английски, чем по-самоански. На самоанском языке преподаются уроки самоанского языка и культуры, а также второстепенные предметы.

#### Диглоссия
На сегодняшний день существует два варианта самоанского языка: «хороший язык» (o le tautala lelei) и «плохой язык» (o le tautala leaga), то есть формальная и неформальная речь. В неформальной речи t всегда заменяется на k, а n — на g, в заимствованиях не встречается звук [r]: tupe — kupe «деньги», nofo — gofo «сидеть, оставаться», Kirisimasi — Kilisimasi «Рождество» (от англ. Christmas). Из-за замены буквы t на k «хороший язык» также называется «T-языком», а «плохой язык» — «K-языком».
«T-язык» используется в богослужении, школах, в песнях, на радио и т. д. Большинство самоанцев также используют формальную речь при общении с туристами и иностранцами, знающими самоанский язык. «K-язык» используется в неформальной обстановке — в семье, с друзьями; а также на заседаниях сельсоветов.
В самоанском языке встречаются также особые «уважительные слова», используемые с целью выразить своё уважение к собеседнику. Например, слово «есть (пищу)» звучит как 'ai в обычном варианте и как tausami или taumafa в «уважительном», то есть используются фонетически совершенно другие слова.

### Диалекты
В самоанском языке не выделяются диалекты. Главные различия между двумя существующими говорами заключаются в замене t на k. Поскольку два этих идиома чередуются и используются в зависимости от ситуации, их не принято считать диалектами.

## Лингвистическая характеристика

### Фонетика и фонология
Прослушать запись звучания самоанского языка можно здесь. 

#### Согласные
В самоанском языке выделяется 13 согласных фонем:
| Согласные | Согласные | Согласные | Губные | Губно-зубные | Зубные | Заднеязычные | Фарингальные |
| --------- | --------- | --------- | ------ | ------------ | ------ | ------------ | ------------ |
| Шумные    | Взрывные  | Звонкие   |        |              |        |              | /ʔ/          |
| Шумные    | Взрывные  | Глухие    | /p/    |              | /t/    | /k/          |              |
| Шумные    | Щелевые   | Звонкие   |        | /v/          |        |              |              |
| Шумные    | Щелевые   | Глухие    |        | /f/          | /s/    |              | /h/          |
| Сонорные  | Носовые   | Носовые   | /m/    |              | /n/    | /ŋ/          |              |
| Сонорные  | Боковые   | Боковые   |        |              | /l/    |              |              |
| Сонорные  | Дрожащие  | Дрожащие  |        |              | /r/    |              |              |

Иногда носители языка меняют местами согласные в слове в разговорной речи, например: mānu вместо nāmu «нюх», lava’au вместо vala’au «звать» и т. п.
Так как звуки [h] и [r] встречаются только в заимствованных словах, многие самоанцы опускают [h] и произносят [r] как [l]; звуки, которые не встречаются в исконных словах, заменяются близкими по звучанию звуками: Makerita — от англ. Margaret, Tāvita — от англ. David.
Звук [t] — обычно альвеолярно-ламинальный, но также может быть и апико-дентальным, апико-альвеолярным или ламино-дентальным. Как и в других полинезийских языках, перед [i] он близок к [ts], который является его аллофоном. Звуки [p], [t], [k] могут озвончаться между гласными. Гортанная смычка [ʔ] часто опускается между двумя одинаковыми гласными. Фонема /r/ может реализоваться как [ɹ], поскольку этот звук был заимствован из английского языка.
/l/ после a, o и u, а также перед i произносится как мягкий r, ближе к [d].

#### Гласные
Гласные фонемы в самоанском языке различаются по долготе, долгота отмечается на письме макроном; всего гласных 5.
|                | Краткие | Краткие  | Долгие | Долгие |
| Передние       | Задние  | Передние | Задние |        |
| -------------- | ------- | -------- | ------ | ------ |
| Верхний подъём | [i]     | [u]      | [iː]   | [uː]   |
| Средний подъём | [e]     | [o]      | [eː]   | [oː]   |
| Нижний подъём  | [a]     | [a]      | [aː]   | [aː]   |

Если первое слово заканчивается и второе начинается на одну и ту же гласную, то в речи слова не разделяются, а сливаются в одно, при этом гласный звук удлиняется: alofa atu «любить» произносится как alofātu.
Лондонское миссионерское общество (англ. London Missionary Society, LMC), создавшее самоанский алфавит, различало три уровня долготы гласного a: долгий, краткий и сверхкраткий.
Грамматика различает длину двух одинаковых гласных подряд и длину одной долгой гласной. Ограничения на количество долгих гласных в слове нет, однако к словам, заканчивающимся на долгий гласный, обычно присоединяется суффикс -ga, при этом последний гласный становится кратким: mālōlō → mālōloga.
Два гласных звука могут идти подряд только если они одинаковы, в противном случае они либо образуют дифтонг, либо они будут принадлежать к разным слогам. Двойные гласные часто разделяются гортанной смычкой
Дифтонги самоанского языка: /au/, /ao/, /ai/, /ae/, /ei/, /ou/, /ue/, а также редкий дифтонг /ui/; иногда в слове встречается два дифтонга подряд: taeao «утро, завтра», aoauli «полдень».
/i/ между двумя гласными произносится как [ij]: vāiaso [va:.i.'ja.so] «неделя».
Фонема /u/ в позиции между двумя гласными схожа с полугласным [w].

#### Просодия
Если последний слог оканчивается кратким гласным, ударение падает на предпоследний слог; если долгим — то на последний.
Самоанский слог всегда состоит либо из гласного звука, либо из гласного и согласного. Все слова всегда заканчиваются только гласными: Kirisimasi «Рождество» — от англ. Christmas.
Корни слов состоят из одного или двух слогов; слова с бо́льшим количеством слогов либо заимствованы, либо имеют два корня, либо состоят из корня и суффикса.

### Морфология

#### Существительное
Чисел в самоанском языке два (двойственное число есть только у местоимений). Показателем единственного числа самоанского существительного является определённый артикль le, в то время как множественное число, если имеются в виду конкретные существительные, выражается отсутствием артикля: le tama «мальчик» — tama «мальчики».
Существует девять исключений (существительных), имеющих разные формы единственного и множественного числа:
1. tamaitiiti — tamaiti «ребёнок, мальчик»,
2. teinetiiti — teineiti «девочка»,
3. matua — mātua «родитель»,
4. lo‘omatua — lo‘omātutua,
5. ‘olomatua — ‘olomātutua «старушка» (такое же значение, как и у предыдущего слова),
6. toea‘ina — toe‘i‘ina «старик»,
7. tuafafine — tuafāfine «сестра»,
8. tamāloa — tamāloloa «мужчина»,
9. tauele‘ale‘a — taulele‘a «случайный человек».

Артикль различается в зависимости от того, конкретное имеется в виду существительное или нет:
- le tama «мальчик (конкретный)»,
- tama «мальчики (конкретные)»,
- se tama «(любой) мальчик»,
- ni tama «(любые, некоторые) мальчики».

«Неконкретный» артикль используется обычно в приказах, вопросительных и отрицательных предложениях.
Отрицание в самоанском языке выражается с помощью частицы e lē: ‘O oe ‘o le vale «Ты оболтус» — E lē ‘o a‘u ‘o se vale «Я не оболтус».

##### Падеж
Падеж существительного выражается при помощи частиц и предлогов.
- Показатель именительного падежа — частица ‘O[47].
- Для обозначения родительного падежа и принадлежности используются частицы o и a, каждая из которых используется в зависимости от слова. O используется, например, с частями тела и словами, обозначающими родство: ‘o le faletua o le ali’i «жена вождя», в то время как a используется с видами пищи и видами оружия[48].
- Дательный падеж выражается при помощи частиц mo и ma: au mai lea ma a’u «дай это мне». Правила выбора частиц o или a также применимы к частицам mo и ma[49].
- Частица i, всегда стоящая перед существительным, служит аналогом местного падежа — она несёт значение таких предлогов, как «в, на, к»: Sā nofo le teine i le fale «Девочка осталась в доме», Alu i fafo! «Выйди на улицу!» и т. п.; в начале предложения и в медленной речи перед i может стоять гортанная смычка[50]. Существуют также существительные («местные»), выполняющие роль предлогов местонахождения, как например tua «задняя часть»: Va‘ai i tua o le fale «Посмотри сзади дома»[51]. Если эта частица используется с личными местоимениями, то она превращается в iā или iate (часто пишется как ia te); форма iā обычно используется с личными местоимениями двойственного и множественного числа, а также личными именами, относящимися к людям, в то время как iate — с личными местоимениями единственного числа[42]. Кроме того, эта частица используется, чтобы выразить не только движение, но также и «направленность» эмоций: E alofa le tamai i le teine «Мальчик любит девочку»; и с некоторыми глаголами, не имеющими чёткой направленности, например, mana’o «хотеть»[52].
- Частичный падеж выражается частицей sina: ‘o sina vai «немного воды»[53].
- Звательный падеж выражается частицей e, однако чаще всего частица в этом случае опускается[49].

#### Глагол
Многие самоанские глаголы имеют разные формы для единственного и множественного числа: siva «танцевать» (единственное число) — sisiva (множественное число); обычно форма множественного числа глагола образуется редупликацией одной из мор корня.
К исключениям относятся:
- alu — ō «идти»,
- sau — ō mai «приходить»,
- la’itiiti — lāiti «быть маленьким»,
- pu’upu’u — pupu’u «быть коротким»,
- uliulu — uli «быть чёрным»,
- ’ena’ena — ’e’na «быть коричневым»,
- pa’epa’e — papa’e «быть белым»,
- oti — feoti «умирать»,
- inu — feinu «пить»,
- tipi — tatipi «отрезать, отсекать».

Иногда глагол во множественном числе употребляется с существительным, имеющим артикль единственного числа; к таким словам относятся, например, ’o le ’āiga «семья» или ’o le fānau «дети». Глагол и существительное согласуются в числе: ’O le tamaitiiti moe ’umi «Ребёнок, который долго спит» — ’O le tamaiti momoe ’u’umi «Дети, которые долго спят».
В самоанском языке отсутствует глагол-связка («to be»): ’O ai le tegata lea? «Кто этот человек?» (буквально: «Кто человек это?») — ’O l’ou tinā lea «Это моя мать» (буквально: «Моя мать это»), где ’O — вводная частица, l’ou — «моя», tinā — «мать», lea — указательное местоимение.

##### Времена
Глагольное время в самоанском языке выражается частицами, стоящими перед глаголом, например, частица sā указывает на прошедшее время действия: Sā siva le tama «Мальчик танцевал» — Sā sisiva tama «Мальчики танцевали».
- Для выражения прошедшего времени существует также частица na, которая, в отличие от sā, используется для описания событий, случившихся неожиданно, или тех, что имени небольшую продолжительность: Na pā le pa’u «Шина взорвалась»[56].
- Частица e (может произноситься с гортанной смычкой — ’e) выражает действие в настоящем или будущем времени с упором на то, что оно случается или будет случаться постоянно: E alu le pasi i Apia «Автобус ходит в Апиа». Эта же частица может быть использована вместо глагола-связки с именами третьего лица, чтобы описать их состояние или качество: E leaga «Это плохо», E pisi tele le fafine «Женщина занята»[57].
- Частица ’ua выражает изменение чего-то, то есть может выражать и перфект: ’Ua lelei «Теперь хорошо», ’Ua timu «Пошёл (начался) дождь», ’Ua tumu le pasi «Автобус теперь заполнен» и т. п.[58]
- Частица ’olo’o (часто пишется как два отдельных слова — ’o lo’o, o loo) имеет значение продолженности действия; указывает на то, что действие ещё не завершилось: ’O lo’o siva la teine «Девочка (всё ещё) танцует». В устной речи эта частица может слышаться как ’o lā e или просто lā e[59].
- Частица ’ole’ā (обычно пишется как ’o le ’a или o le a) и её короткая форма ’ā (главным образом используемая в вопросительных предложениях) выражают то, что действия непременно случится в будущем, или, как считается, произойдёт немедленно: ’Ole ’ā malemo le tama! «Ребёнок сейчас утонет!»[59].

##### Глагольное отрицание
Глагольное отрицание в самоанском языке выражается с помощью частиц lē «не» и le’i «ещё не», стоящими перед глаголом: 'Ou te lē fia 'ai «Я не хочу есть», E le’i sau «Он ещё не пришёл».

##### Повелительное наклонение (императив)
В императиве самоанского языка глагол никак не изменяется: siva «танцевать» (единственное число) — siva! «танцуй!», sisiva «танцевать (множественное число)» — sisiva! «танцуйте!».

#### Прилагательное
Самоанские прилагательные образуются разными способами. Например, при помощи добавления суффикса a к существительным: ‘ele’ele → ’ele’elea «грязь» → «грязный». Иногда для образования прилагательного требуется добавление префикса fa’a: ’o le tu fa’asamoa «самоанский обычай».
В качестве прилагательных могут выступать и существительные, и глаголы: ‘o le mama auro «золотое кольцо, кольцо из золота»; ’o le la’au ola «живое дерево».
Прилагательные, обозначающие цвета, состоят из повторяющихся одинаковых морфем: например, samasama «жёлтый». Однако если они используются с существительными, часть слова выпадает: ‘o le ’ie sama «жёлтая одежда».

##### Сравнительная и превосходнаястепени сравнения
Сравнительной и превосходной степеней сравнения прилагательного в самоанском языке нет.
Чтобы сообщить о том, что один предмет лучше, чем второй, используется конструкция «это хорошее, а то — не очень хорошее» или «это хорошее, но то — плохое»: e lelei lenei, ʻa e leaga lenā.
Вместо превосходной степени используются наречия aʻiaʻi, naʻuā, tasi и др., например: ʻua lelei tasi «эта вещь очень хорошая / ничто не сравнится с этим».

#### Местоимение

##### Личные местоимения
Самоанский язык имеет довольно развитую систему личных местоимений; в следующей таблице приводятся они все (формы, данные в скобках, используются реже):
| Местоимение      | Перевод                |
| ---------------- | ---------------------- |
| a‘u              | «я»                    |
| ‘ita, ta‘ita     | «я (эмоционально)»     |
| ‘oe              | «ты»                   |
| ia               | «он, она, оно»         |
| tā‘ua (‘i t‘au)  | «мы вдвоём (я и ты)»   |
| mā‘ua (‘i mā‘ua) | «мы вдвоём (но не ты)» |
| ‘oulua           | «вы вдвоём»            |
| lā‘au (‘i lā‘au) | «они вдвоём»           |
| tātou (‘i tātou) | «мы (я и ты)»          |
| mātou (‘i mātou) | «мы (я и они)»         |
| ‘outou           | «вы (больше двух)»     |
| lātou (‘i lātou) | «они (больше двух)»    |

«Эмоциональная» форма местоимения «я» используется тогда, когда, например, нужно попросить о помощи.
Кроме направительной частицы i, для выражения направленности с личными местоимениями могут использоваться и другие слова, например, mai «ко мне, по направлению ко мне» и atu «к тебе».
Существует также особый класс «приглагольных» личных местоимений, всегда стоящих после частиц, выражающих время действия, и перед глаголом:
| Местоимение   | Перевод                |
| ------------- | ---------------------- |
| ‘ou, o‘u, -‘u | «я»                    |
| ta            | «я (эмоционально)»     |
| ‘e, e         | «ты»                   |
| ia, na        | «он, она, оно»         |
| tā            | «мы вдвоём (я и ты)»   |
| mā            | «мы вдвоём (но не ты)» |
| lua           | «вы вдвоём»            |
| lā            | «они вдвоём»           |
| tātou         | «мы (я и ты)»          |
| mātou         | «мы (я и они)»         |
| tou           | «вы (больше двух)»     |
| lātou         | «они (больше двух)»    |

##### Вопросительное местоимение
Если в вопросительном предложении у существительного нет артикля, то используется вопросительное местоимение ai, которое также используется в значении «кто?»: ’O ai lou igoa «Как твоё имя?» (буквально: «Кто твоё имя?»); если у существительного есть артикль, то используется слово ā «что?», «какой/-ая/-ое?»: ’O le ā le mea lea? «Что это?» (буквально: «Что (есть) вещь эта?»).

##### Притяжательное местоимение
В самоанском языке два местоимения, выражающих принадлежность, — a и o. Первое используется со словами, обозначающими целые предметы или явления:
- ’o le 'upu a le ali’i «слово вождя»,
- ’o le tusi a le teine «книга девочки»,
- ’o le naifi a le fafine «нож женщины»,

а второе — со словами, являющимися частью чего-то, а также со словами, обозначающими родство (в этом случае имеется довольно много исключений), одежду, здания, эмоции и чувства:
- ’o le tinā o le teine «мать девочки»,
- ’o le lima o le tama «рука мальчика» (в этом случае — часть тела),
- ’o le ’ofu o le fafine «одежда женщины»,
- ’o le ’ofisa o le failautusi «офис секретаря»,
- ’o le fefe o le teine «страх девочки»,
- ’o le alofa o le Atua «любовь Бога»[67].

Для сравнения: ’o le 'upu a le ali’i «слово вождя» — ’o le 'upu o le pese «слово (из) песни», то есть «часть песни».
Не всегда может быть понятно, какое из этих местоимений нужно использовать. Иногда перед одним и тем же словом можно поставить разные местоимения: o' le fale a Seu — ’o le fale o Seu «дом Сью (в котором она живёт)» — «дом Сью (построенный ею)», то есть «один из построенных ею». Некоторые слова, перед которыми явно должно стоять местоимение a, имеют, несмотря на это, o, и наоборот: ’o le fa’amalu o le fafine «зонт женщины», 'o le tāne a Makerita «муж Маргарет».

#### Числительное
Самоанские числительные:
| Цифрой    | Самоанский             | Русский        |
| --------- | ---------------------- | -------------- |
| 0         | selo                   | «ноль»         |
| 1         | tasi                   | «один»         |
| 2         | lua                    | «два»          |
| 3         | tolu                   | «три»          |
| 4         | fā                     | «четыре»       |
| 5         | lima                   | «пять»         |
| 6         | ono                    | «шесть»        |
| 7         | fitu                   | «семь»         |
| 8         | valu                   | «восемь»       |
| 9         | iva                    | «девять»       |
| 10        | sefulu                 | «десять»       |
| 11        | sefulu ma le tasi      | «одиннадцать»  |
| 12        | sefulu ma le lua       | «двенадцать»   |
| 20        | luafulu или lua sefulu | «двадцать»     |
| 30        | tolugafulu             | «тридцать»     |
| 40        | fāgafulu               | «сорок»        |
| 100       | selau                  | «сто»          |
| 200       | lua lau                | «двести»       |
| 300       | tolugalau              | «триста»       |
| 1000      | afe                    | «тысяча»       |
| 2000      | lua afe                | «две тысячи»   |
| 3000      | tolugaafe              | «три тысячи»   |
| 10 000    | mano                   | «десять тысяч» |
| 1 000 000 | miliona                | «миллион»      |

До прибытия европейцев самоанцы не использовали числа больше десяти тысяч, большее количество считалось «неисчисляемым».
Некоторые существительные считаются по особому принципу. Например, при счёте людей добавляется префикс toʻa: toʻatasi «один (человек)», а при счёте кокосов добавляется аффикс oa, при этом счёт идёт в парах: fāgaoa «восемь (кокосов)».

##### Порядковые числительные
Порядковые самоанские числительные не отличаются от количественных: ʻo le lua «второй». Исключением являются слово «первый» — ʻo le muamua или ʻo le uluaʻi.
Счёт месяцев идёт иначе: после третьего до девятого месяца включительно к количественному числительному добавляется суффикс -ga: ʻo le fāga masina «четвёртый месяц».

##### Собирательные числительные
Собирательные самоанские числительные образуются при помощи добавления приставки taʻi к количественному числительному: taʻilima «впятером». Если речь идёт о людях, то после префикса taʻi добавляется префикс toʻa: taʻitoʻalua «вдвоём, в паре».

### Синтаксис
Основным порядком слов самоанского языка является VSO («глагол-субъект-объект»), а также SVO («субъект-глагол-объект»). Так как самоанский язык является корневым, сами по себе существительные и глаголы никак не изменяются — вместо этого, к ним в предложении относятся частицы, имеющие различные функции; самоанское существительное является «ядром» так называемой «именной фразы», в то время как глагол является «ядром» так называемой «глагольной фразы». Именная фраза всегда следует после глагольной.
Если в предложении есть только одно словосочетание, то в начало ставится частица ʻO, которая никак не переводится: ʻO ai lou igoa? «Как твоё имя?». Если субъект стоит первым, то частица ставится и перед ним, и перед сказуемым; если сказуемое идёт первым, то она стоит только перед ним. Следует отличать частицу ʻO с гортанной смычкой от притяжательного местоимения o без неё, так как гортанная смычка иногда опускается. Частица ʻO также используется после существительного тогда, когда за ним следует имя собственное: ʻo le fafine ʻo Makerita «женщина Маргарэт».
Артикль всегда стоит перед существительным, к которому относится; предлог, являющийся показателем падежа существительного, всегда стоит перед артиклем: Sā nonofo i le fale «Они жили в доме», где sā — показатель прошедшего времени, nonofo — «жить» во множественном числе, i — показатель (предлог) местного падежа, le — определённый артикль, и fale — «дом», то есть «ядро именной фразы». Показатели наклонения и времени всегда стоят перед глаголом.
В описательных конструкциях прилагательное следует за существительным: ʻo le meaʻai lelei «хорошая еда».

### Лексика
Лексика самоанского языка, в целом, очень схожа с лексикой других полинезийских языков; они делят множество когнатов. Лексика самоанского языка на 70 % схожа с восточно-увеанской, на 67 % — с раротонгской, и на 66 % — с тонганской. Среди заимствований преобладают англицизмы.

## Самоанская Википедия
Существует раздел Википедии на самоанском языке («Самоанская Википедия»), первая правка в нём была сделана в 2004 году. По состоянию на 12:26 (UTC) 28 июля 2025 года раздел содержит 1175 статей (общее число страниц — 6138); в нём зарегистрировано 11 545 участников, один из них имеет статус администратора; 11 участников совершили какие-либо действия за последние 30 дней; общее число правок за время существования раздела составляет 47 503.